# Еверетт (Массачусетс)
Еверетт (англ. Everett) — місто (англ. city) в США, в окрузі Міддлсекс штату Массачусетс. Населення — 49 075 осіб (2020).

## Географія
Еверетт розташований за координатами 42°24′21″ пн. ш. 71°3′17″ зх. д. / 42.40583° пн. ш. 71.05472° зх. д. (42.405938, -71.054649). За даними Бюро перепису населення США в 2010 році місто мало площу 9,50 км², з яких 8,87 км² — суходіл та 0,63 км² — водойми.

## Демографія
Згідно з переписом 2010 року, у місті мешкало 41 667 осіб у 15 543 домогосподарствах у складі 10 059 родин. Густота населення становила 4385 осіб/км². Було 16715 помешкань (1759/км²).
Расовий склад населення:
| - 62,8 % — білих - 14,3 % — чорних або афроамериканців - 4,8 % — азіатів - 0,4 % — корінних американців - 13,8 % — осіб інших рас |

До двох чи більше рас належало 3,8 %. Частка іспаномовних становила 21,1 % від усіх жителів.
За віковим діапазоном населення розподілялося таким чином: 22,8 % — особи молодші 18 років, 65,7 % — особи у віці 18—64 років, 11,5 % — особи у віці 65 років та старші. Медіана віку мешканця становила 35,3 року. На 100 осіб жіночої статі у місті припадало 96,3 чоловіків; на 100 жінок у віці від 18 років та старших — 94,0 чоловіків також старших 18 років.
Середній дохід на одне домашнє господарство становив 63 978 доларів США (медіана — 50 762), а середній дохід на одну сім'ю — 68 559 доларів (медіана — 54 238). Медіана доходів становила 40 506 доларів для чоловіків та 35 882 долари для жінок. За межею бідності перебувало 14,9 % осіб, у тому числі 20,0 % дітей у віці до 18 років та 11,6 % осіб у віці 65 років та старших.
Цивільне працевлаштоване населення становило 23 107 осіб. Основні галузі зайнятості: освіта, охорона здоров'я та соціальна допомога — 19,6 %, мистецтво, розваги та відпочинок — 15,2 %, науковці, спеціалісти, менеджери — 11,8 %, роздрібна торгівля — 11,2 %.

## Персоналії
- Пол Лоуренс Сміт (1936—2012) — американський та ізраїльський актор.